# Ilex glabella
Espèce
Statut de conservation UICN

 VU D2 : Vulnérable
Classification phylogénétique
Ilex glabella est une espèce de plantes à fleurs de la famille des Aquifoliaceae, endémique du Venezuela.